# 1920
1920 (MCMXX) je bilo prestopno leto, ki se je po gregorijanskem koledarju začelo na četrtek.

## Dogodki
- 3. januar - zadnje ameriške oborožene sile zapustijo Francijo.
- 7. januar - belogardistične sile pod vodstvom admirala Kolčaka se vdajo v Krasnojarsku in pričnejo umik čez zamrznjeno Bajkalsko jezero.
- 16. januar - z amandmajem k ustavi Združenih držav Amerike se uradno prične prohibicija v ZDA.
- 23. januar - Nizozemska zavrne zahtevo antante po izročitvi bivšega nemškega cesarja Viljema II.
- 28. januar - Turčija se odpove Osmanskemu imperiju in večini ne-turških ozemelj.
- 3. februar - Antanta zahteva sojenje 890 nemškim vojaškim osebam.
- 24. februar - Adolf Hitler v Münchnu predstavi svoj nacionalsocialistični program.
- 19. marec - Senat ZDA drugič zavrne versajsko pogodbo.
- 23. april - Mustafa Kemal Atatürk ustanovi turško ljudsko skupščino, ki zavrne vlado Mehmeda VI. in razglasi začasno ustavo.
- 16. maj - Rimskokatoliška cerkev razglasi Ivano Orleansko za svetnico.
- 17. maj - francoske in belgijske sile zapustijo okupirana nemška mesta.
- 4. junij - podpisana je trianonska mirovna pogodba.
- 13. julij - fašisti požgejo slovenski Narodni dom v Trstu.
- 10. avgust - predstavniki Mehmeda VI. podpišejo mirovno pogodbo iz Sèvresa
- 26. avgust - z amandmajem k ameriški ustavi je ženskam priznana volilna pravica.
- 10. oktober - izveden je koroški plebiscit, na katerem se prebivalci večjega dela Koroške odločijo za priključitev Avstriji.
- 29. september - Adolf Hitler ima v Avstriji prvi javni politični govor.
- 15. september - prvo zasedanje Društva narodov v Ženevi.
- 20. november - podpisana Rapalska pogodba med Italijo in Kraljevino Srbov, Hrvatov in Slovencev.
- 28. november - v Kraljevini Srbov, Hrvatov in Slovencev potekajo volitve v ustavodajno skupščino.

Neznan datum
- Ukinjen Hivski kanat, ustanovljen 1511

## Rojstva
- 2. januar - Isaac Asimov, rusko-ameriški biokemik in pisatelj († 1992)
- 8. januar - Ciril Cvetko, slovenski skladatelj, dirigent, glasbeni pedagog in publicist († 1999)
- 20. januar - Federico Fellini, italijanski filmski režiser († 1993)
- 7. februar - An Wang, kitajsko-ameriški računalniški inženir, izumitelj († 1990)
- 5. februar - Andreas Papandreou, grški politik († 1996)
- 17. marec - Nat King Cole, ameriški pevec († 1965)
- 28. marec - Rudolf Pušenjak, slovenski partizan, politik in pisatelj († ?)
- 22. maj - Thomas Gold, avstrijsko-ameriški astronom, astrofizik in kozmolog († 2004)
- 25. julij - Rosalind Franklin, angleška biofizičarka († 1958)
- 8. avgust - Dino De Laurentiis, italijanski filmski režiser († 2010)
- 10. september - France Vreg, slovenski komunikolog († 2007)
- 10. november - 
  - Ernest Mayer, slovenski botanik († 2009)
  - Mihail Kalašnikov, ruski izumitelj († 2013)
- 17. december - Kenneth Eugene Iverson, kanadski matematik in računalnikar († 2004)
- 30. november - Franc Šebjanič, slovenski pedagog, zgodovinar, novinar, raziskovalec († 1984)
- 20. december - Bruni Löbel, nemška igralka († 2006)

## Smrti
- 6. januar - Theodore Roosevelt, 26. predsednik ZDA (* 1858)
- 24. januar - Amedeo Modigliani, italijanski umetnik (* 1884)
- 1. februar - Pavel Karlovič Šternberg, ruski astronom, revolucionar, boljševik in državnik (* 1865)
- 20. februar - Robert Edwin Peary, ameriški polarni raziskovalec (* 1856)
- 22. april - Srinivasa Ajangar Ramanudžan, indijski matematik tamilskega rodu (* 1887)
- 1. maj - Princesa Margareta Connaughtska, prva žena švedskega kralja Gustava VI. Adolfa (* 1882)
- 14. junij - Max Weber, nemški ekonomist in sociolog (* 1864)
- 31. avgust - Wilhelm Max Wundt, nemški psiholog in filozof (* 1832)
- 27. november - Alexius Meinong, avstrijski filozof (* 1853)
- 14. december - Anton Mahnič, slovenski teolog, škof, pesnik, pisatelj, urednik in kritik (* 1850)

## Nobelove nagrade
- Fizika - Charles Édouard Guillaume
- Kemija - Walther Nernst
- Fiziologija ali medicina - Schack August Steenberg Krogh
- Književnost - Knut Hamsun
- Mir - Thomas Woodrow Wilson